# Pierre-Marie Lec'hvien
Pierre-Marie Lec'hvien (Ploubazlanec, 1885 - 1944) fou un sacerdot i escriptor bretó. Ordenat sacerdot, fou rector de Quemper-Guézennec i col·laborador de Bleun Brug, fundat pel seu admirat abat Yann Vari Perrot. Fou assassinat per la Resistència francesa el 10 d'agost de 1944. És oncle de l'abat Joseph Lec'hvien.

## Obres
- War hent ar ger. Istor tri brizonier breizat e-pad ar brezel bras 1914-1918 skrivet gant unan anezho
- Ofis Sant Erwan. 19 mae : oferenn ha gousperou. Impr. Breiz - Guingamp. 1930.
- Ofis nevez ar galon sakr. Impr. Breiz - Gwengamp. 1930. Nouvel office du Sacré-Cœur
- Ofis ar pentekost. Impr. Breiz - Gwengamp. 1931.
- Ofis Jezuz-Krist roue ar bed. Impr. Breiz - Gwengamp. 1931. Office de Jésus roi de l'univers
- Hent ar groaz. Moulet gant moulerez « Breiz » e ti Thomas - Gwengamp. 1932.